# 부천시 병
부천시 병은 대한민국의 국회의원 선거구이다. 경기도 부천시 원미구의 일부 지역과 부천시 소사구의 전 지역을 관할한다. 현직 국회의원은 더불어민주당의 이건태이다.

## 역사
2016년 7월 4일을 기해 부천시가 일반구인 원미구, 소사구, 오정구를 폐지했다. 이에 대한민국 제21대 국회의원 선거를 앞두고 부천시 소사구 선거구가 부천시 병 선거구로 명칭이 변경되었다.
2022년 제22대 국회의원 선거를 앞두고 부천시 지역의 선거구가 개편되면서 기존의 부천시 갑 선거구에 있던 소사동, 역곡1동, 역곡2동을 편입했다.

## 관할 구역
| 대수  | 관할 구역                                                 |
| ----- | --------------------------------------------------------- |
| 21대  | 부천시 대산동, 소사본동, 범안동                           |
| 22대~ | 부천시 원미구 소사동, 역곡1동, 역곡2동 부천시 소사구 일원 |

## 역대 국회의원
| 선거   | 정당 | 정당         | 의원   |
| ------ | ---- | ------------ | ------ |
| 2020년 |      | 더불어민주당 | 김상희 |
| 2024년 |      | 더불어민주당 | 이건태 |

## 역대 선거 결과

### 대한민국 제21대 국회의원 선거
|  | 60.55% |

|  | 32.50% |

|  | 6.05% |

|  | 0.87% |

### 대한민국 제22대 국회의원 선거
|  | 54.44% |

|  | 38.04% |

|  | 7.51% |